# Mont Myon
Le mont Myon est un sommet du massif du Jura culminant à 662 m d'altitude.

## Géographie

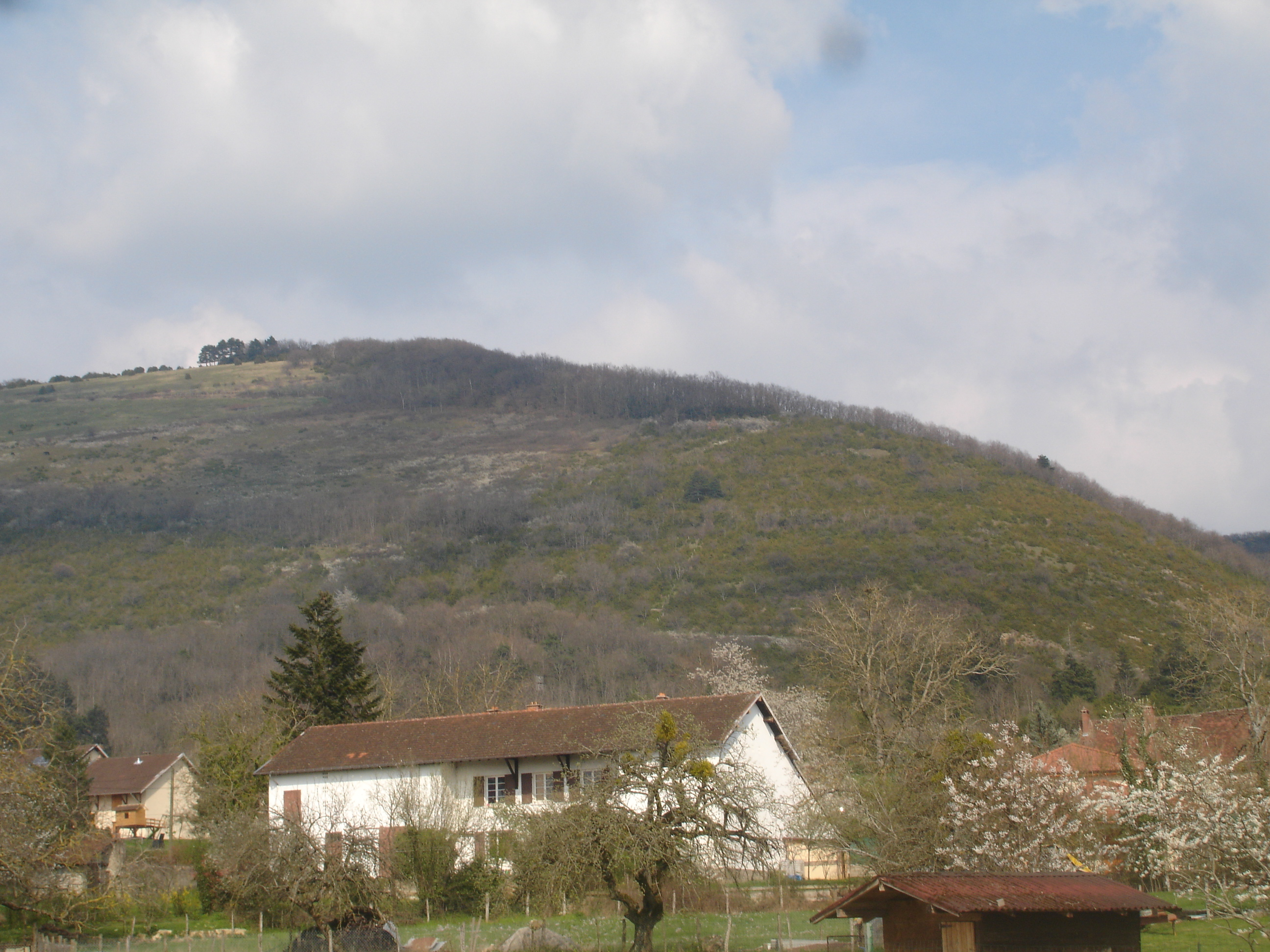
Vue du mont Myon depuis Pressiat.

Le mont Myon fait partie du Revermont, dans le département de l'Ain, près de la limite avec le Jura. Il se situe dans la commune de Val-Revermont et est proche de celle de Courmangoux. Le GR 59 passe par le sommet et on y trouve une table d'orientation.
C'est un site naturel classé.
Le sommet et la face ouest du mont Myon sont constitués de calcaires à entroques et à polypiers datant du Bajocien inférieur. La base de la face ouest est composée de calcaires à petites huîtres et oolitiques datant du Bajocien supérieur. La face est, quant à elle, constituée de calcaires oolitiques ferrugineux de la fin du Lias et du début du Dogger.